# Eurhopalothrix coronata
Eurhopalothrix coronata är en myrart som beskrevs av Taylor 1990. Eurhopalothrix coronata ingår i släktet Eurhopalothrix och familjen myror. Inga underarter finns listade i Catalogue of Life.